# Panicum miliaceum

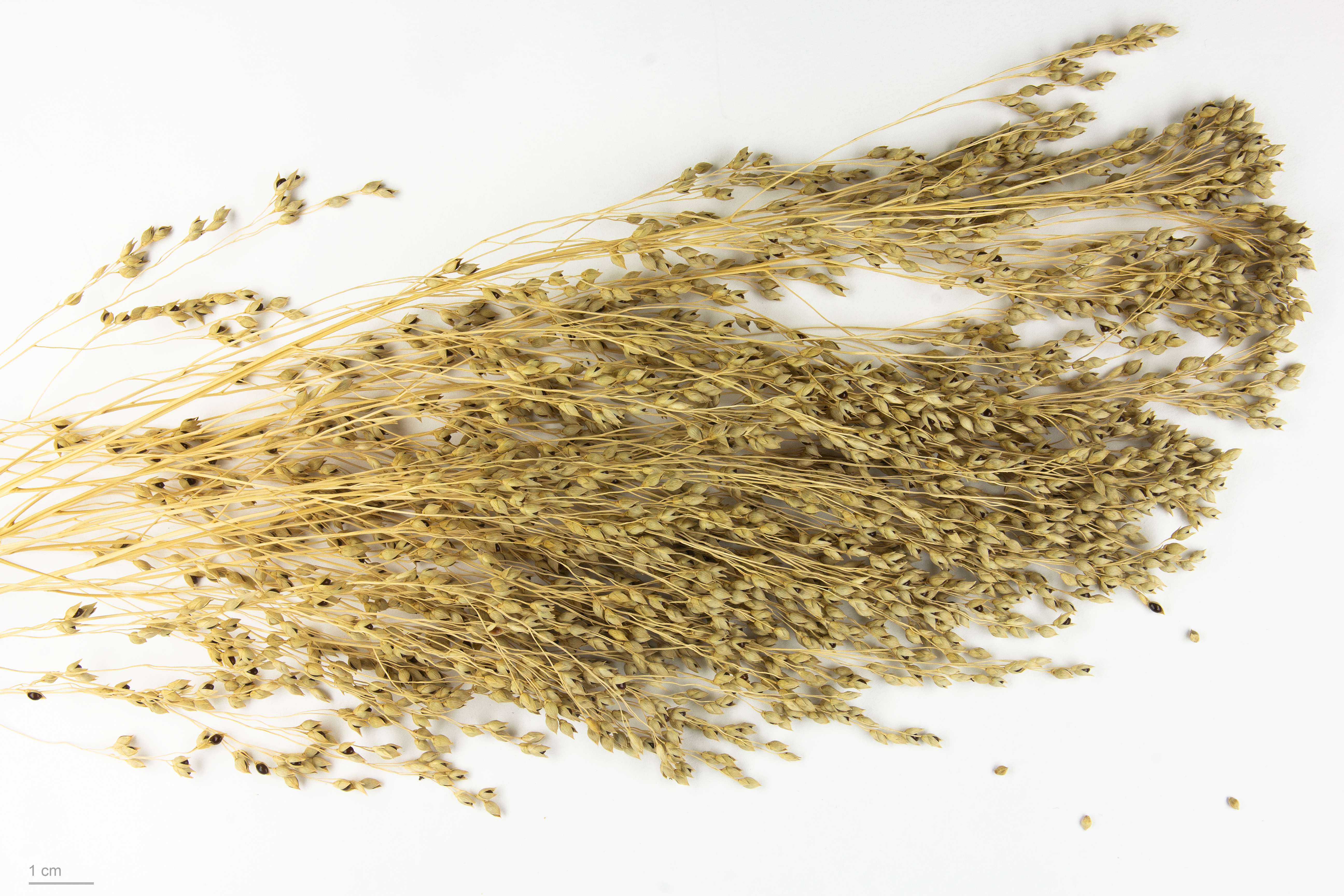
Panicum miliaceum (MHNT)

Mijo común (Panicum miliaceum) es una especie de planta herbácea perteneciente a la familia de las poáceas. 

## Descripción
Es una planta robusta de crecimiento rápido y ciclo de vida extremadamente corto pudiendo producir granos a partir de los 60 días de cultivado dependiendo de la variedad es, escasamente a densamente hispida, anual; con tallos de 30-150 cm de alto, a menudo ramificada. Láminas foliares lineares a lanceoladas estrechas, de 15-40 cm de largo, 8-24 mm de ancho, cordadas a amplexicaules. Panícula estrechamente oblonga a piramidal, de 15-35 cm de largo, la ramificación apretada o, a veces laxa y dando a la panícula un aspecto unilateral. Espiguillas sobre todo hacia los extremos de las ramas, ovadas a ovado-oblongas, (4 -) 4.5 a 5.5 mm de largo, glabras, agudas a cortamente acuminadas; inferior ovadas glumas, la mitad a tres cuartos de la longitud de la espiguilla, 5-nervada, acuminadas, separado del resto de la espiguilla de un corto entrenudo; gluma superior 11-13-nervada; lema inferior 11-13-nervada, la palea ausente o reducido a una escala de tiempo muy corto; lema superior anaranjado o amarillento, suave y brillante, por lo general persistente.

## Distribución y hábitat

Mapa que muestra los centros aproximados de origen de la agricultura y su difusión en la prehistoria: Creciente Fértil (11000 AP), las cuencas de los ríos Yangtsé y Amarillo (9000 AP), las Tierras Altas de Nueva Guinea (9000-6000 AP), México central (5000–4000 AP), norte de América del Sur (5000–4000 AP), África subsahariana (5000–4000 AP, ubicación exacta desconocida) y este de América del Norte (4000–3000 AP).

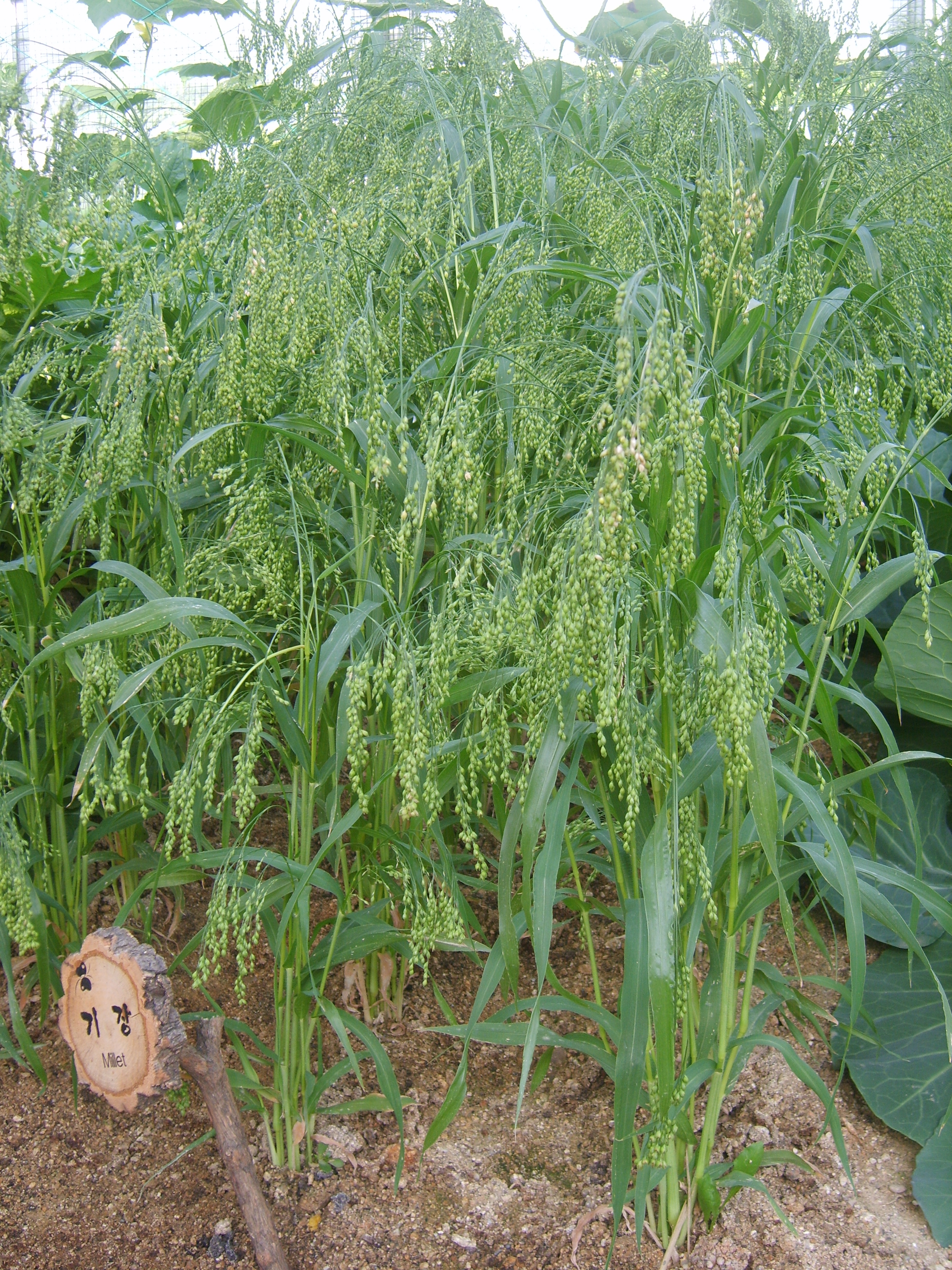
Vista de la planta.

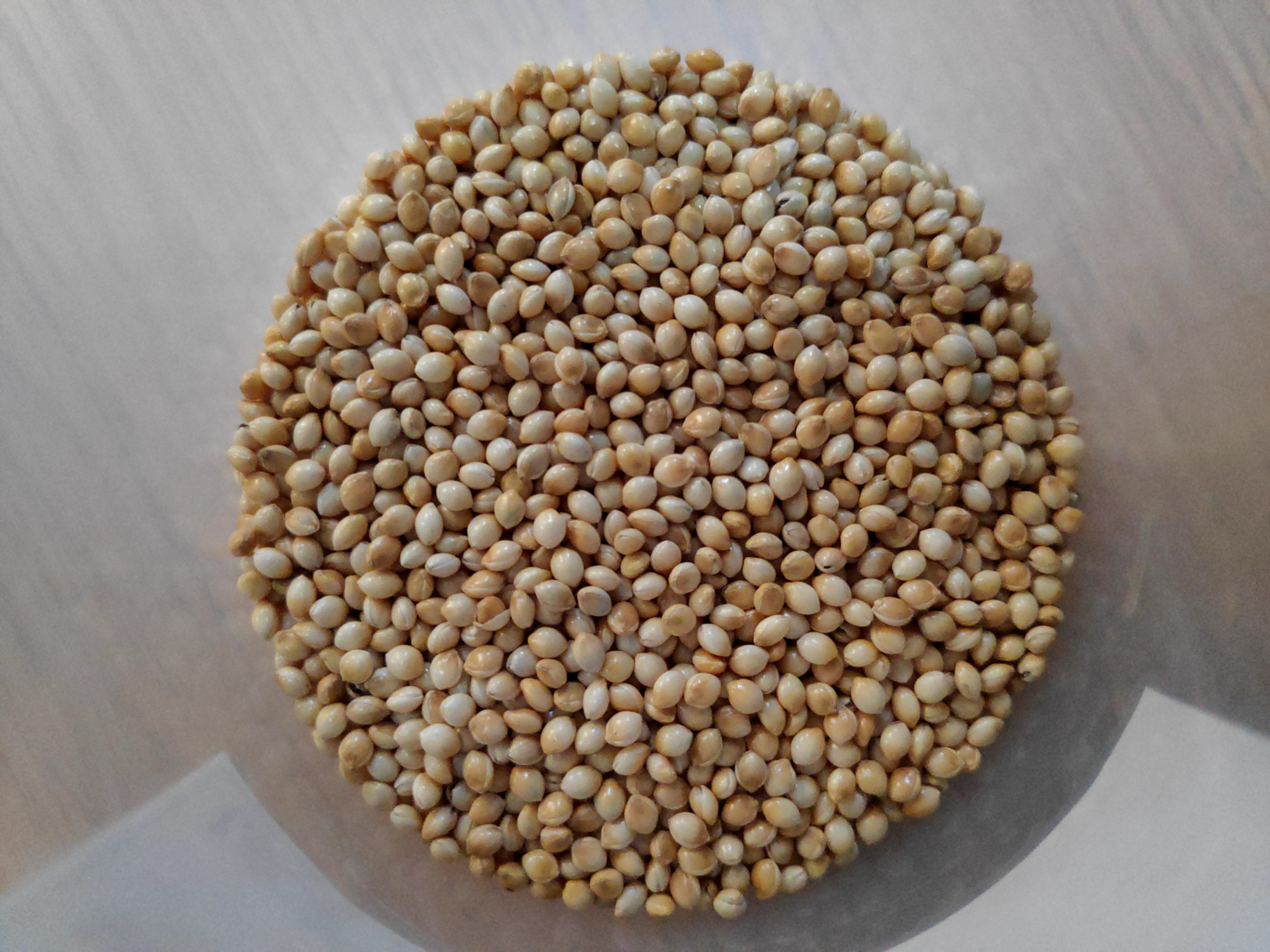
Mijo blanco de Nepal.

Se desconoce tanto la ubicación del ancestro salvaje como del lugar donde se domesticó el mijo común, pero se sabe que las primeras cosechas se dieron tanto en Transcaucasia como en China hace aproximadamente 7000 años y se supone que puede haber sido domesticado independientemente en cada una de estas áreas. En enero de 2022 se ha publicado un estudio sobre las evidencias arqueobotánicas del cultivo del mijo común en la Antigua Mesopotamia a mediados del II milenio a. C.
Todavía se cultiva extensivamente en India, Rusia, Oriente Medio, Turquía y Rumanía. En los Estados Unidos el mijo se cultiva principalmente como comida para pájaros, se vende como alimento dietético y debido a su carencia de gluten puede ser incluido en las dietas de los celíacos.
El mijo se adapta bien a casi cualquier tipo de suelo y condición climática, tiene un periodo de crecimiento corto y necesita poca agua. Sus necesidades de agua son seguramente las menores de entre todos los cereales principales. Es un cultivo excelente para tierras de secano. Las plantas alcanzan una altura de hasta 100 cm. Las semillas crecen en espiras y son de un tamaño pequeño (2-3 mm) de color crema, amarillo, rojo-anaranjado o marrones.
El mijo común es una hierba anual al igual que todos los demás mijos.Se usa en algunos restaurantes.

## Taxonomía
Panicum miliaceum fue descrita por Carlos Linneo y publicado en Species Plantarum 1: 58. 1753.
Etimología
Panicum: nombre genérico que es un antiguo nombre del latín para el mijo común (Setaria italica).
miliaceum: epíteto latíno 
Sinonimia
- Leptoloma miliacea (L.) Smyth
- Milium esculentum Moench
- Milium panicum Mill.
- Panicum asperrimum Fisch.
- Panicum asperrimum Fischer ex Jacq.
- Panicum densepilosum Steud.
- Panicum milium Pers.
- Panicum ruderale (Kitag.) D.M.Chang
- Panicum spontaneum Zhuk.[5][6]

## Nombres comunes
- Borona, mijo común, mijo mayor.[7]